# آشیل ۵۸۸
سیارک ۵۸۸ (به انگلیسی: 588 Achilles، نامگذاری:1906TG) پانصد و هشتاد و هشتمین سیارک کشف شده‌است که در ۲۲ فوریه ۱۹۰۶ و در هایدلبرگ کشف شد.
قدر مطلق سیارک برابر ۸٫۶۷ است.